# Francisco Morera
Francisco Morera Cots (San Mateo, 4 de abril de 1731 - Valencia, 17 de octubre de 1793), fue un compositor y maestro de capilla español del Barroco.

## Vida
Nació el 4 de abril de 1731 en San Mateo, en la provincia de Castellón. El 1 de abril de 1741 empezó a cantar en el coro de la capilla de la Colegiata de Castellón. En la iglesia recibió instrucción musical de la mano del mosén José Pradas y siempre estuvo agradecido de su educación. El 31 de abril de 1747 recibió un pago de 30 libras por sus servicios. El 15 de noviembre de ese mismo año fue nombrado «mozo de capilla». El 3 de mayo de 1752 ocupó el cargo de acólito.: 98 
Antes de julio de 1753 dejó el cargo de acólito para ocupar la vacante de organista del Real Colegio del Corpus Christi de Valencia de Valencia. El 3 de julio de 1755 fue nombrado organista en propiedad en la institución gracias a sus habilidades como compositor. En 1757 se presentó para el cargo de maestro de capilla en la Colegiata de Castellón, cuyo tutor, José Pradas había dejado vacante; pero sin éxito.: 98, 99 
Morera fue organista parroquia de Santa María de Castellón y se ordenó presbítero. Entre 1757 y 1768 aproximadamente se encargó del magisterio de la capilla de música de la Catedral de Cuenca.: 99 
En julio de 1768 accedió finalmente al cargo que ambicionaba, el de maestro de capilla de la Catedral de Valencia. En mayo de 1793 sus aptitudes físicas decayeron y se la retiró la responsabilidad sobre los infantes de la iglesia. El 1 de junio de ese mismo año se le concedió la jubilación. El 19 de octubre de 1793 se produjo su fallecimiento.: 100  Entre sus discípulos se cuenta a Morata García.

## Obra
Dejó un catálogo de más de 200 obras entre misas, salmos, magnificats, misereres, himnos, villancicos y Salve Regina, conservados en la Catedral de Valencia. Ésta es una selección:
- 4 misas de gloria
- 2 magníficats
- 2 motetes
- 1 misa de Réquiem
- 9 misereres
- 1 salve Regina
- 12 salmos
- 2 himnos
- 146 villancicos

## Grabaciones
- Villancico en el Santísimo: En la promisión sagrada . Espacios de Luz Musical, 1 CD. (2008)
- Cuatro en el Santísimo: Ah de la corte divina . Espacios de Luz Musical, 1 CD. (2008)
- Cuatro en el Santísimo: El misterio de la Fe . Espacios de Luz Musical, 1 CD. (2008)